# Kirazlı, Uzundere
Kirazlı là một xã thuộc huyện Uzundere, tỉnh Erzurum, Thổ Nhĩ Kỳ. Dân số thời điểm năm 2011 là 710 người.